# Ravni (Gacko, BiH)
Ravni su naseljeno mjesto u općini Gacko, Republika Srpska, BiH.

## Stanovništvo

### 1991.
Nacionalni sastav stanovništva 1991. godine, bio je sljedeći:
ukupno: 20
- Muslimani - 19 (95,00%)
- Srbi - 1 (5,00%)

### 2013.
Nacionalni sastav stanovništva 2013. godine, bio je sljedeći:
ukupno: 2
- Bošnjaci - 2 (100%)